# Fonte della Fata Morgana
La Source de la Fata Morgana est un petit bâtiment du XVIe siècle, isolé à la campagne, à proximité de Grassina (it) dans la commune de Bagno a Ripoli, dans la Province de Florence.

## Histoire
La Fonte della Fata Morgana a été construite par Bernardo Vecchietti entre 1573 et 1574 sur une source qui a été trouvée dans les propriétés entourant sa villa Il Riposo, sur les pentes de la colline Fattucchia. Raffaello Borghini l'a décrite dans son livre de 1584 intitulé Il Riposo. À l'intérieur, la fontaine a été décorée d'une statue en marbre de la fée Morgane, à qui la source est dédiée, sculptée par Jean Bologne.

## Galerie

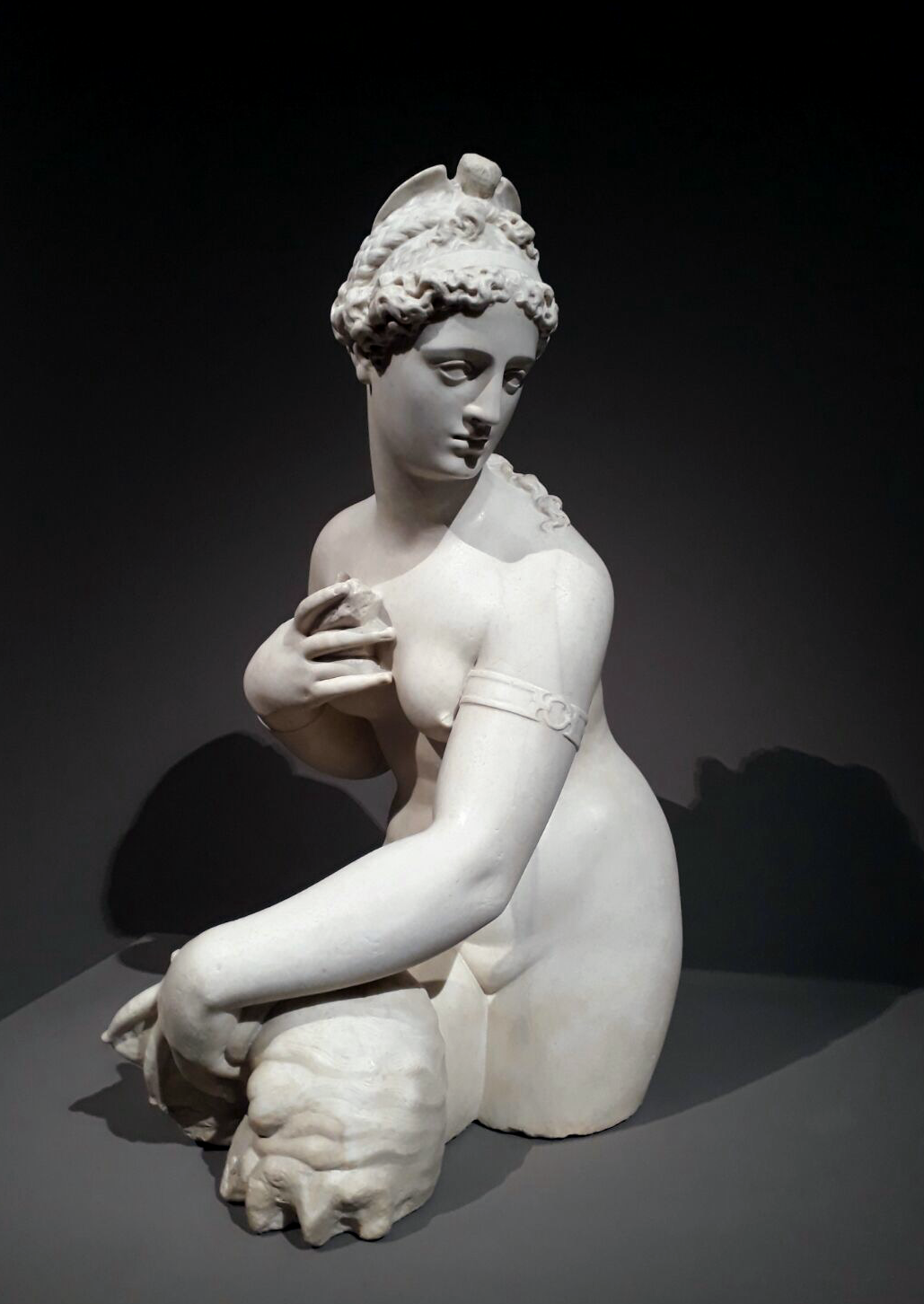
Fata Morgana, Jean Bologne, vers 1573.
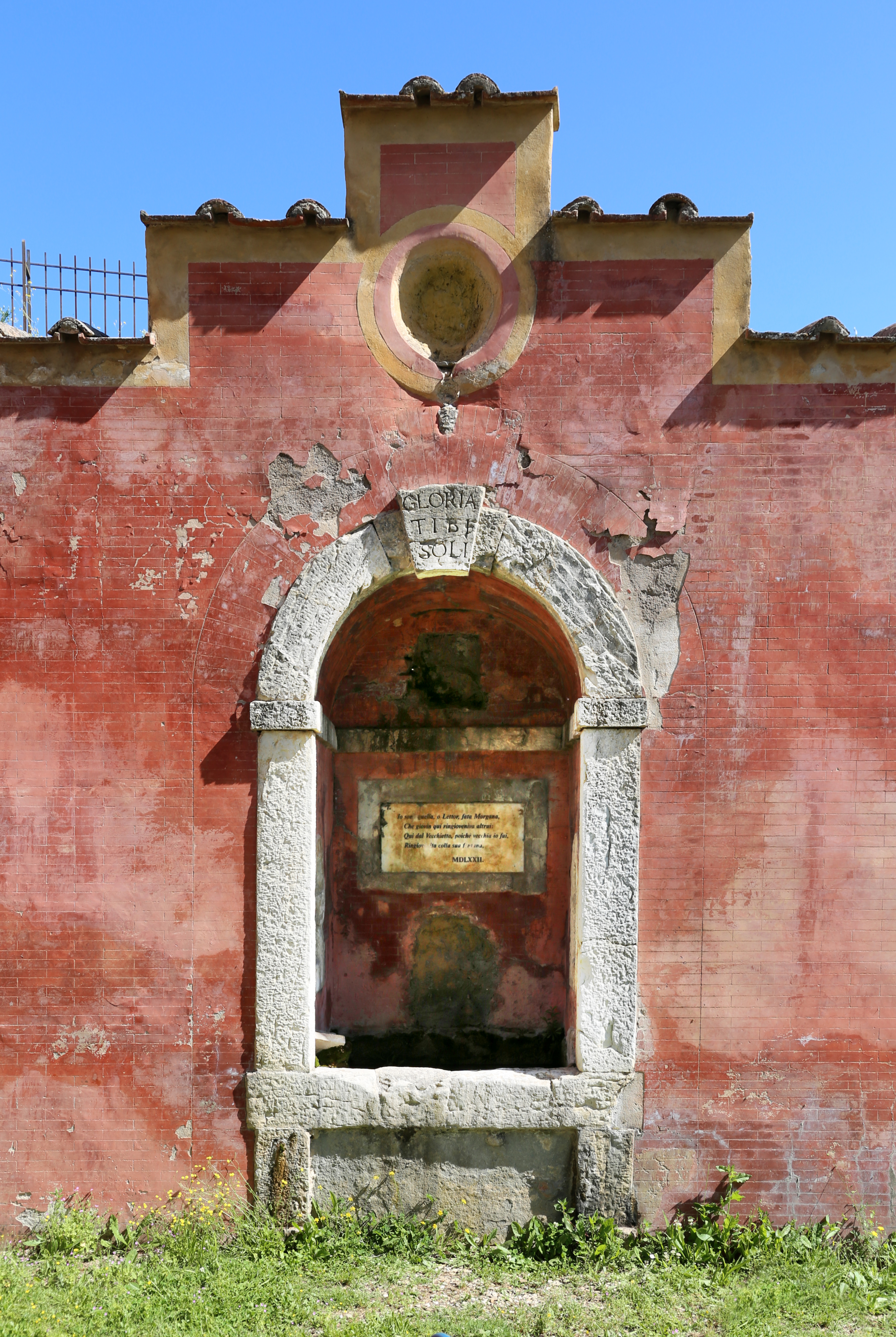
Détail de la fontaine.